# Jack McCracken
Jack Davison McCracken (Chickasha, 15 giugno 1912 – Denver, 5 gennaio 1958) è stato un cestista e allenatore di pallacanestro statunitense, membro del Naismith Memorial Basketball Hall of Fame dal 1962 in qualità di giocatore.

## Carriera
Nato in Oklahoma, soprannominato "Jumping Jack", nel 1939 è stato nominato miglior giocatore di sempre dell'Amateur Athletic Union. Vinse 3 titoli AAU (1937, 1939, 1942) ed in otto occasioni fu nominato nell'All-America AAU.
Ricoprì il doppio incarico di allenatore-giocatore nei Denver Nuggets in AAU, nei Denver American Legion e nei Phillips 66ers.